# إفراين كورتيس
إفراين كورتيس (بالإسبانية: Efraín Cortés)‏ هو لاعب كرة قدم كولومبي في مركز الدفاع، ولد في 10 يوليو 1984 في Florida, Valle del Cauca ‏ في كولومبيا. لعب مع أمريكا دي كالي وديبورتيس كوينديو وديبورتيفو كالي ونادي باتشوكا ونادي بويبلا ونادي ميلوناريوس وناسيونال مونتيفيديو.

## وصلات خارجية
- إفراين كورتيس على موقع قاعدة بيانات كرة القدم.إي يو (الإنجليزية)
- إفراين كورتيس على موقع Soccerway.com (الإنجليزية)
- إفراين كورتيس على موقع AS.com (الإسبانية)